# Almamya II (district, Boffa)
Almamiya II est l'un des districts de la sous-préfecture de Boffa (Guinée), situé dans la préfecture de Boffa en république de Guinée, 

## Géographie

### Démographie
- En 2014, le district comptait 1 962 habitants selon les RGPH 2014[3].